# Нисидзава, Дзюнъити
Дзюнъити Нисидзава (яп. 西澤潤一, Nishizawa Jun’ichi; 12 сентября 1926, Сендай, Япония — 21 октября 2018, Сендай, Япония）— японский инженер, иностранный член РАН, считается «отцом японской микроэлектроники», 17-й президент Университета Тохоку.

## Биография
Окончил Университет Тохоку (1948). Работал в научно-исследовательских подразделениях университета Тохоку, в дальнейшем на почётных должностях президента ряда университетов и организаций, в числе которых Университет Тохоку и Токийский столичный университет (1953—1990)
Специалист в области полупроводниковых устройств, в том числе разработал Pin диод, транзистор со статической индукцией, тиристор со статической индукцией.
17-й президент Университета Тохоку (1990—1996).
Является автором (соавтором) около 150 публикаций и более 10 патентов.

## Почётные звания
- иностранный член АН СССР (1988) и впоследствии Российской академии наук
- иностранный член Польской академии наук (1994)
- член Академии наук Японии (1995)[8]
- иностранный член Национальной академии инженерных наук США (2010)[9]

## Награды
- Премия Японской академии наук (1974)[10]
- Премия Асахи (1984)[11]
- Премия Хонда (1986)
- Орден Культуры (1989)
- Премия Окава (1996)
- Медаль Эдисона (2000)

## Признание
- Имеет прозвища «отец японской микроэлектроники»[12] и «Мистер Полупроводник»[13]
- В его честь названа Медаль Дзюнъити Нисидзавы[англ.] вручаемая IEEE[14]